# Schradera polysperma
Schradera polysperma är en måreväxtart som först beskrevs av William Jack, och fick sitt nu gällande namn av Puff, R.Buchner och J. Greimler. Schradera polysperma ingår i släktet Schradera och familjen måreväxter. Inga underarter finns listade i Catalogue of Life.